# Анг Енг
Анг Енг (кхмер. អង្គអេង; 1773 — 8 листопада 1796) — король Камбоджі, який правив країною наприкінці XVIII століття. Був сином Утая II, зійшов на престол у 6-річному віці.

## Життєпис
Був сином Утая II, зійшов на престол у 6-річному віці.